# Turan (Russia)
Turan è una città della Russia siberiana centro-meridionale, situata nella Repubblica di Tuva.

## Geografia
La cittadina di Turan sorge sul fiume omonimo, 70 km a nordovest della capitale regionale Kyzyl; è inoltre il centro di amministrativo del distretto di Pij-Chem.

## Storia
La cittadina venne fondata nel 1885 da coloni russi e ottenne lo status di città nel 1945; il suo nome è di origine turca e significa terra salina.

## Trasporti
La cittadina è dotata di un aeroporto.

## Società

### Evoluzione demografica
Fonte: mojgorod.ru
- 1959: 3.900
- 1970: 4.500
- 1979: 5.100
- 1989: 6.000
- 2002: 5.598
- 2007: 5.300